# Finlandia en los Juegos Olímpicos de la Juventud 2018
Finlandia compitió en los Juegos Olímpicos de la Juventud 2018 en Buenos Aires, Argentina desde el 6 de octubre al 18 de octubre de 2018.

## Medallas
|       | Medalla de oro | Medalla de plata | Medalla de bronce | Total |
| ----- | -------------- | ---------------- | ----------------- | ----- |
| TOTAL | 1              | 0                | 2                 | 3     |

## Medallistas
El equipo olímpico finlandés obtuvo las siguientes medallas:
| Nombre         | Deporte   | Competición         |
| -------------- | --------- | ------------------- |
| Oro            |           |                     |
| Topias Laine   | Atletismo | Lanz. de Jabalina M |
| Plata          |           |                     |
| Bronce         |           |                     |
| Jessica Kähärä | Atletismo | Salto en Alto F     |
| Sara Killinen  | Atletismo | Lanz. de Martillo F |

- Datos: Q48610216
- Multimedia: Finland at the 2018 Summer Youth Olympics / Q48610216